# セブンス・ヘブン
セブンス・ヘブン (Seventh Heaven) は、ジンベースのカクテル。カクテル名の訳「第7番目の天国」は、ムスリム、キリスト教徒、カバラが信じる7つの階層に分かれた天国のうち、最も上の階層を指す。最高位の天使が住むとされる。英語表現においては cloud nine と同様、嬉しい時に使われる。

## 標準的なレシピ
- ドライ・ジン - 3/5
- デュポネ - 2/5
- マラスキーノ - 2ダッシュ
- アンゴスチュラ・ビターズ - 1ダッシュ

- デュポネはキナ樹皮を使ったフランス産のアペリティフ・ワイン。
他のレシピ
- ドライ・ジン - 4/5
- マラスキーノ - 1/5
- グレープフルーツ・ジュース - 1ティースプーン

## 作り方
1. シェークする。
2. カクテルグラスに注ぐ。
3. ミント・チェリーにカクテルピンを刺して飾る。

## 備考
アルコール度数が高い(35度程度)。